# Protohelius issikii
Protohelius issikii är en tvåvingeart som beskrevs av Alexander 1928. Protohelius issikii ingår i släktet Protohelius och familjen småharkrankar.
Artens utbredningsområde är Taiwan. Inga underarter finns listade i Catalogue of Life.